# Holland Smith
Holland McTyeire "Howlin' Mad" Smith, född 20 april 1882 i Russell County, Alabama, död 12 januari 1967 i San Diego, Kalifornien, var en amerikansk general i marinkåren.
Strax före andra världskrigets början förde Smith som expert på amfibiekrigföring intensiva övningar med armén, flottan och marinkåren som senare skulle visa stora framgångar både i Atlanten och Stilla havet. Senare hjälpte han US Army och de kanadensiska trupperna inför landstigning på öarna Kiska och Attu i Alaska. Efter de ledde han V Amphibious Corps under anfallen av Gilbertöarna, Marshallöarna, Saipan och Tinian. Han var också befälhavare under Slaget om Iwo Jima år 1945. Smeknamnet "Howlin' Mad" Smith fick han av sina soldater.
Holland Smith pensionerade sig 1946 vid 64 års ålder.

## Eftermäle
Camp H. M. Smith på Hawaii namngavs efter Smith 1955.